# S-Town
S-Town est un podcast animé par Brian Reed, et créé par les producteurs de Serial et This American Life.

## Synopsis
En 2014, l’horloger John B. McLemore envoie un e-mail à l’équipe de This American Life, leur demandant d'enquêter sur un meurtre dans sa ville natale de Woodstock (Alabama). Après plusieurs mois de discussion avec McLemore, le producteur Brian Reed se rend dans cette petite ville d'Alabama pour enquêter ; il y découvre qu'aucun meurtre n'a eu lieu, mais se lie d'amitié avec l'extraordinaire McLemore, un personnage « déprimé mais coloré ». Il enregistre ses conversations avec McLemore et avec d'autres habitants de Woodstock, et les utilise dans le podcast.
La mort de McLemore pendant la production du podcast, le 22 juin 2015, est dévoilée à la fin du second épisode. Le podcast décrit ensuite la vie et la personnalité de McLemore, ainsi que les conséquences de son décès.
« S-Town » est un euphémisme pour Shit town, comme l’appelle McLemore.

## Épisodes
| № | Titre                                                                | Durée | Date de diffusion |
| - | -------------------------------------------------------------------- | ----- | ----------------- |
| 1 | If you keep your mouth shut, you’ll be surprised what you can learn. | 51:57 | 28 mars 2017      |
| 2 | Has anybody called you?                                              | 41:11 | 28 mars 2017      |
| 3 | Tedious and brief.                                                   | 53:04 | 28 mars 2017      |
| 4 | If anybody could find it, it would be me.                            | 61:34 | 28 mars 2017      |
| 5 | Nobody’ll ever change my mind about it.                              | 61:25 | 28 mars 2017      |
| 6 | Since everyone around here thinks I’m a queer anyway.                | 46:02 | 28 mars 2017      |
| 7 | You’re beginning to figure it out now, aren’t you?                   | 62:27 | 28 mars 2017      |

## Musiques
Le thème principal est composé par Daniel Hart.
La musique finale est la chanson A Rose for Emily extraite de l'album Odessey and Oracle de The Zombies (1968).

## Accueil
S-Town est un succès populaire mais a partagé les critiques, certains le trouvant voyeuriste,. Rebecca Nicholson dans The Guardian évoque au contraire une démarche humaniste.
La série a été téléchargée 10 millions de fois en seulement quelques jours et 77 millions de fois en un an.
S-Town a été classé deuxième des 25 meilleurs pod-casts par The Guardian en 2017, deuxième du top-10 du Time, quinzième par Apple en octobre 2017.
S-Town a reçu le Peabody Award en 2017 dans la catégorie radio/podcast.